# Girgaszyci
Girgaszyci (hebr. גִּרְגָּשִׁי) – wzmiankowany w Starym Testamencie lud zamieszkujący tereny Kanaanu przed przybyciem Izraelitów.
Wymienieni zostali w Księdze Rodzaju (15, 21) jako jeden z narodów zamieszkujących ziemię przyobiecaną Abrahamowi. Mieli być potomkami Kanaana, syna Chama (Rdz 10,16; 1Krn 1,14). Zostali podbici przez Izraelitów po ich przybyciu do Ziemi Obiecanej (Joz 24,11).
Zamieszkiwali tereny położone na zachód od Jordanu. Euzebiusz z Cezarei w swoim dziele Onomastikon wiązał Girgaszytów z miastem Geraza, a za ich potomków uważał wzmiankowanych w Nowym Testamencie Gadareńczyków (Mt 8,28)/Gerazeńczyków (Mk 5,1)/Gergezeńczyków (Łk 8,26).
Girgaszytów utożsamia się z wymienianym w źródłach egipskich i hetyckich plemieniem Karakisza. Prawdopodobnie do nich także odnoszą się pojawiające się w tekstach fenickich imiona własne Grgszy, Grgsz, Grgszm oraz znane z Ugarit grgš i bn grgš. Izraelski archeolog i historyk Benjamin Mazar wywodził ich nazwę plemienną od Gesa, mezopotamskiego boga światła, którego kult w II tysiącleciu p.n.e. rozpowszechnił się na obszarze Syropalestyny.